# کیت صحنه
کیت صحنه (به انگلیسی Scene Kit)، رابط کاربری برنامه نویسی کاربردی گرافیکی سه بعدی برای سیستم عامل اپل است که در آبجکتیو-سی نوشته شده است. این چارچوب یک چارچوب سطح بالا است که برای استفاده آسان یک لایه سطح بالا با استفاده از API های سطح پایین مانند اوپن جی ال و متال به وجود آمده است.   کیت صحنه یک صحنه را با گراف صحنه مبتنی بر شیء و همراه یک موتور فیزیکی ذخیره می کند، سیستم ذرات و پیوندهایی به Core Animation و دیگر چارچوب ها داده می شود، به راحتی توسط نمایشگر نشان داده می شود.  نماهای کیت صحنه را می توان با نماهای دیگر مخلوط کرد، به عنوان مثال، یک نمای دوبعدی می تواند روی سطح یک شی در کیت صحنه وجود داشته باشد. یا از یک UIBezierPath از لایه گرافیکی کوارتز به منظور تعیین هندسه یک شی استفاده کرد.  همچنین کیت صحنه از گرفتن ورودی یا خروجی دادن صحنه های سه بعدی با فرمت COLLADA پشتیبانی می کند.  کیت صحنه برای مک او اس در سال 2012 و برای آی او اس در سال 2014 منتشر شد.     